# Olufunmilayo Olopade
Olufunmilayo I. Olopade, OON  (nacida en 1957 en Nigeria) es oncóloga hematológica, decana asociada de salud global y profesora de servicio distinguido Walter L. Palmer en medicina y genética humana en la Universidad de Chicago. También es directora de la Clínica de Riesgo de Cáncer del Hospital de la Universidad de Chicago.

## Vida
Olufunmilayo Olopade nació en Nigeria en 1957 y fue la quinta de seis hijos de un músico anglicano. Estudió secundaria en el colegio St Anne's School de Ibadán. Olopade manifestó su interés por ser médico a una edad temprana, ya que en los pueblos nigerianos escaseaban los médicos y los recursos médicos, ambos muy demandados.
Se graduó de la Universidad de Ibadán, Nigeria, con un MBBS, en 1980.
Trabaja en estrecha colaboración con la Fundación para la Investigación del Cáncer de Mama y ha realizado un extenso trabajo clínico en torno al papel de los genes BRCA1 y BRCA2 en la incidencia del cáncer de mama en mujeres afrodescendientes.
Es miembro de la Asociación Estadounidense para la Investigación del Cáncer, el Colegio Estadounidense de Médicos, la Asociación Médica de Nigeria, la Sociedad Filosófica Estadounidense, y el Instituto de Medicina.

## Carrera profesional
Olufunmilayo comenzó su carrera en 1980 como oficial médico en el Hospital de la Marina nigeriana, tras lo cual se trasladó a Estados Unidos, donde trabajó en el Hospital del Condado de Cook, Chicago, entre 1983 y 1987. En 1991, Olufunmilayo se incorporó a la Universidad de Chicago como profesora adjunta de hematología y oncología y en la actualidad es Decana de Salud Global y Directora del Centro de Genética Clínica del Cáncer de la Universidad de Chicago.

## Premios
- 1975: Premio al Mérito del Gobierno Federal de Nigeria[16][17]
- 1978: Premio de la Asociación Médica de Nigeria a la Excelencia en Pediatría[18]
- 1980: Premio de la Asociación Médica de Nigeria a la Excelencia en Medicina[19]
- 1990: Beca Ellen Ruth Lebow[20]
- 1991: Premio al Investigador Joven de la Sociedad Estadounidense de Oncología Clínica[18]
- 1992: Premio académico de la Fundación James S. McDonnell[18]
- 2000: Premio Doris Duke al Científico Clínico Distinguido[21]
- 2003: Premio Mujer Fenomenal por su trabajo dentro de la comunidad afroamericana[18]
- 2005: Premio Héroes de la atención médica de Access Community Network[18]
- Programa de becarios MacArthur 2005[22]
- 2015: Premio Cuatro Libertades
- 2017: Medalla Mendel de la Universidad de Villanova
- El sábado 18 de mayo de 2019, la Academia Lincoln de Illinois otorgó a Olopade el premio Orden de Lincoln, el más alto honor que otorga el Estado de Illinois.[23]
- 2021: Miembro de la Academia Nacional de Ciencias de EE. UU.[24]

Olufunmilayo Olopade fue uno de los tres afroamericanos que recibieron el premio Programa de becarios MacArthur 2005, dotado con 500.000 dólares. Este premio fue designado por la Fundación John D. y Catherine T. MacArthur. Esta beca «sin condiciones» se concedía como ayuda durante un máximo de cinco años y se conocía como la «beca de los genios»". Esta beca permitió a Olopade seguir investigando sus revolucionarios descubrimientos sobre enfermedades y problemas de salud.

## Familia
Se casó con Christopher Sola Olopade, también médico de la Universidad de Chicago, en 1983; tienen dos hijas, incluida la periodista Dayo Olopade, y un hijo.

## Investigación
La mayor parte de su investigación se centró en la susceptibilidad al cáncer, que luego se utilizaría para adoptar una forma más eficaz de tratar el cáncer de mama entre las personas y poblaciones africanas y afroamericanas.
En 1987, en la Universidad de Chicago, encontró un gen que ayudaba a suprimir el crecimiento tumoral.
En 1992, Olopade ayudó a fundar el Centro de Genética Clínica del Cáncer de la Universidad de Chicago. Allí descubrió que las mujeres afroamericanas solían desarrollar cáncer de mama a edades más tempranas que las blancas.
En 2003 inició un nuevo estudio sobre el cáncer de mama y la genética en mujeres africanas de Nigeria a Senegal y también en mujeres afroamericanas de Chicago. En 2005 descubrió que el 80% de los tumores de las mujeres africanas no necesitaban estrógenos para crecer, frente al 20% de los tumores de las mujeres caucásicas. También descubrió que esto se debía a un patrón diferente de expresión genética entre las mujeres africanas y las caucásicas.